# Glenn Savan
Glenn Savan (ur. 28 grudnia 1953, zm. 14 kwietnia 2003 w Shrewsbury, Missouri) – amerykański pisarz.
Glenn Savan był synem Sidneya Savana, dyrektora ds. reklamy, wykładowcy na University of Missouri. Uczęszczał do Webster University (St. Louis) i Southern Illinois University (Carbondale) oraz do University of Iowa Writer's Workshop (Master of Fine Arts, 1982). Pracował dla ojca w agencji reklamowej Savan Company i był kelnerem. Glenn Savan najbardziej był znany ze swojej debiutanckiej powieści Biały pałac z 1987.

## Książki
- White Palace (powieść), Bantam Books (Nowy Jork), 1987.
- Goldman's Anatomy (powieść), Doubleday (Nowy Jork), 1993.

## Ekranizacje
- 1990 Biały pałac, w rolach głównych: Susan Sarandon, James Spader[3][4]